# 이종근 (1936년)
이종근(1936년 3월 2일 ~ )은 대한민국의 정치인이다. 제35대 홍성군수를 역임했다.

## 역대 선거 결과
|  | 52.10% |

|  | 0% |

|  | 27.01% |